# 法兰克福报

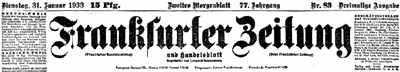
法蘭克福報，1933年

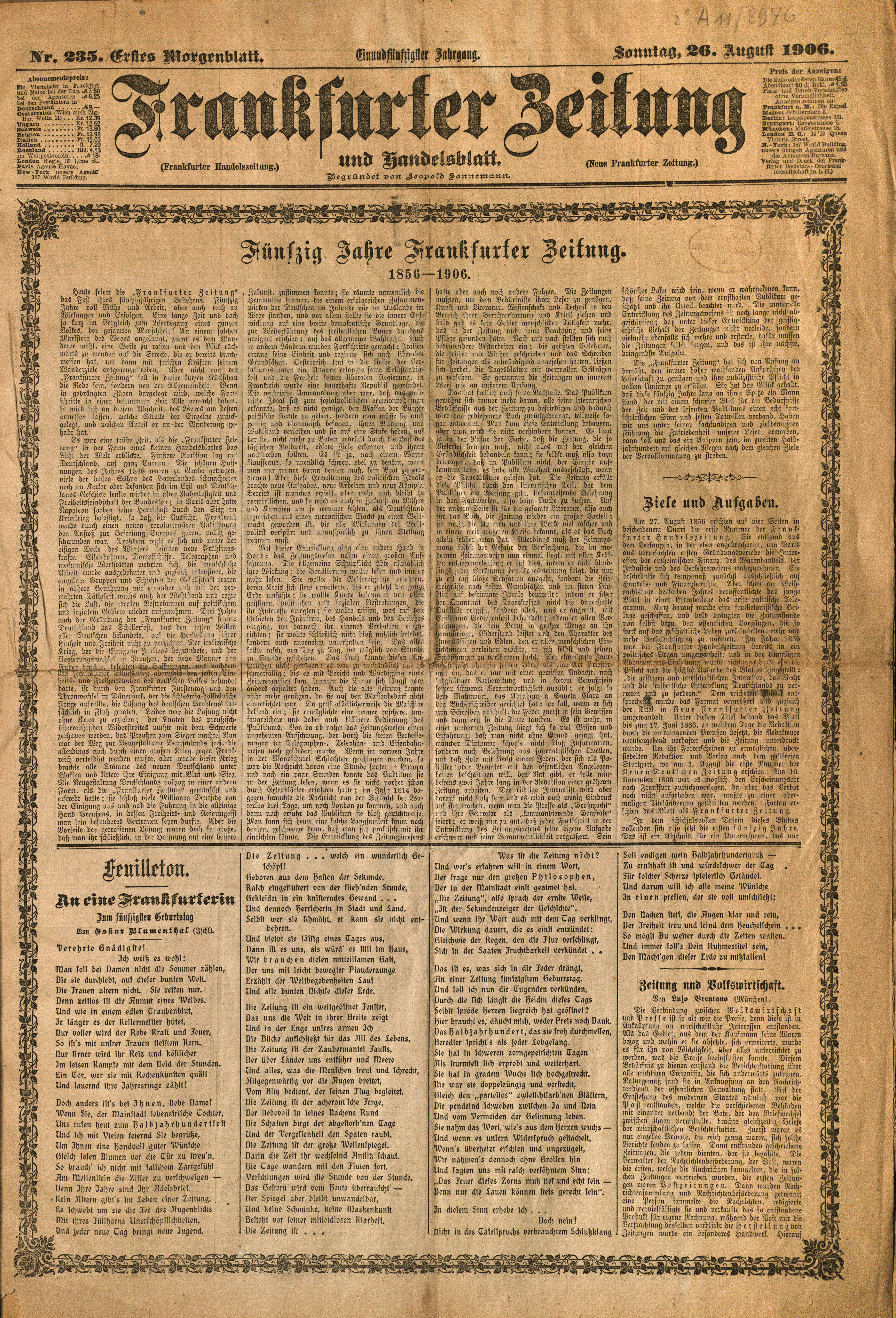
法蘭克福報，1906年

法兰克福报（Frankfurter Zeitung），德国一份已停刊的报纸，发行存续时间为1856年至1943年。

## 历史
1856年，法兰克福报创立。
1928年底，史沫特莱以《法兰克福日报》驻远东记者的身份进入中国活动。
1933年9月，佐尔格以《法兰克福日报》记者的身份到日本东京活动。
纳粹德国时期，法兰克福报为德国国内唯一不受约瑟夫·戈培尔主导的国民教育与宣传部完全控制的媒体。
1943年8月，法兰克福报停刊。1949年，《法兰克福汇报》创刊，该报的部分工作人员来自《法兰克福报》，因而《法兰克福汇报》也自视为《法兰克福报》的继任者。

## 外部連結
- 法兰克福报（德国国家图书馆目录Literatur zur）
- Fortschreitende Digitalisierung ganzer Jahrgänge durch die Universitätsbibliothek Frankfurt （页面存档备份，存于）